# CITROËN FOURGONNETTE
『CITROËN FOURGONNETTE』（シトロエン フルゴネット）は、2022年4月2日からJ-WAVEで放送されているラジオ番組。Stellantisジャパンがシトロエン名義で一社提供している。

## 概要
ギタリストの長岡亮介がナビゲーターを務めている土曜夜のトーク番組。長岡にとっては、これがラジオ初の担当番組となる。
番組は、長岡が音楽活動や趣味の自動車などについて語る模様を放送。回によってはゲストを招いてのトークも実施する。その合間には長岡自らが選んだ曲をかけたり、リスナーから届いたお便りを紹介したりもする。
番組の収録は、六本木ヒルズにあるJ-WAVEのラジオスタジオではなく、長岡にとっての特別な場所で番組側が "FOURGONNETTE"（フルゴネット）と呼ぶ場所の一室で行われる。東京都内にあるというその家屋で収録する回もあれば、外へ出て長岡自らがシトロエン車でドライブしながらの収録になる回もある。2024年5月25日放送分の公開収録に関しては、渋谷区猿楽町の「代官山T-SITE」内にある蔦屋書店で行われた。"FOURGONNETTE" とはフランス語でライトバンを意味する言葉で、ライトバンのように何でも積み込んでどこへでも行ける、そのような雰囲気の番組になることを願って付けられている。
当初はJ-WAVEのみで放送のローカル番組であったが、放送2年目からは系列局のZIP-FMでも放送されていた。

## 放送時間
以下の時間は日本標準時に基づく。
| 放送対象地域 | 放送局 | 系列    | 放送日時           | 放送期間                     |
| ------------ | ------ | ------- | ------------------ | ---------------------------- |
| 東京都       | J-WAVE | JFL系列 | 土曜 22:00 - 22:54 | 2022年4月2日 -               |
| 愛知県       | ZIP-FM | JFL系列 | 土曜 22:30 - 23:24 | 2023年4月1日 - 2025年3月29日 |